# Monopyle grandiflora
Monopyle grandiflora är en tvåhjärtbladig växtart som beskrevs av Wiehler. Monopyle grandiflora ingår i släktet Monopyle och familjen Gesneriaceae. Inga underarter finns listade i Catalogue of Life.